# Брод болница Марекјаро
Брод болница „Марекјаро” био је један од најмањих италијанских санитетскох бродова, који је био ангажован у првим данима 1916. године, у оквиру велике операције спасавања српске војске у повлачењу са албанске обале у Првом светском рату.

## Историја
У транспортним конвојима Италијанске војске на Јадранском мору у Првом свестком рату били су и бродови болнице у које су укрцавани рањеници и најтежи болесници. Били су то махом трговачки пароброди које је почетком 1915. године италијанска морнарица реквирирала у војне сврхе и брзо преправила у добро опремљене бродове болнице. Уз бродове болнице, формирана је и флота мањих бродова амбуланти и спасилачких бродова.
Италијанска морнарица је током рата располагала са укупно 14 бродова болница. Многи од њих ће бити уништени током рата. Највећи брод болница била је лађа „Краљ Алберт“, а најмањи „Марекјаро“. 
Српску војску и избеглице са Албанске обале превозило је шест великих италијанских прекоокеанских бродова, 2 помоћне француске крстарице, 6 бродова-болница (5 италијанских, 1 француски), 2 мала италијанска брода-амбуланте, 34 средња и мала пароброда и помоћних пловила (15 италијанских, 15 француских, 4 енглеска). Укупно: 28 италијанских, 17 француских и 5 енглеских бродова. Од 12. децембра 1915. до 22. фебруара 1916. овим бродовима превезено је око 300.000 људи, српских војника и избеглица, укључујући и 22.928 српских ратних заробљеника (махом Аустроугара).
Првих дана 1916, у оквиру велике операције спасавања рањених и оболелих српских војника након албанске голготе са обала Албаније, италијанска морнарица одлучила је да накнадно изврши ојачање првобитне трочлане флоте бродова болница са још три лађе. У том циљу, реквирирани су путнички пароброди „Италија“, „Бразил“ и „Марекјаро“. Тако је у евакуацији српских рањеника и болесника Италија употребила као бродове болнице пет великих путничких пароброда: „Краљ Алберт“, „Краљ Италије“, „Бразил“, „Италија“, „Албаро“ и два мала брода: „Санта Луција“ и „Марекјаро“.
Брод „Марекјаро“, према својим капацитетима (уколико се изузму пловила, мањих димензија, класификована као бродови амбуланте и спасилачки бродови) имао је само 50 лежајева, и по својим капацитетима био је најмањи италијански брод болница у тој флоти. 
Иако са малим капацитетима, брод болница „Марекјаро“, често и претоварен, обавио је укупно 6 мисија у којима је превезао 258 тешких српских рањеника и болесника са обала Албаније у италијанске базе у региону Пуља.
Судбина брода
Након нешто више од месец дана рад, брод болница „Марекјаро“ у који је било укрцано 120 тешко рањених српских војника, дана 12. фебруара 1916 године, задесеила је катастрофа убрзо након испловљења из луке Драч. Брод је на отвореном мору налетео на мину коју је поставила немачка подморнице УЦ 12 и врло брзо потонуо. 
Једног од војних лекара, капетана Самуела Њаса, експлозија је са брода бацила је у море и тешко га ранила. Иако тешко рањен, Њасо је успео да се врати на брод већ захваћен пожаром како би помогао болесницима. У образложењу сребрног ордена за храброст којим је одликован војни лекар, капетан Њасо стоји написано:
| „ | „И сам рањен, одмах је пожурио да смири стотинак укрцаних рањених српских војника, које је захватила паника од пожара што је избио на броду; пошто је успео да их смири, укрцао их је на бродић притекао у помоћ и тако спасао све болеснике и рањенике; лечио их је током пловидбе и на копну; последњи је потражио помоћ за властите ране.“ | ” |

Уз велико пожртвовање др Њаса и посаде брода сви до једнога, рањеници су изнети из запаљеног брода, на брод који им је стигао у помоћ и спасени. 
Нажалост у вртлогу вода Јадранског мора, око потапајућег брода, и у експлозији која је потом уследила, нестали су командант брода, капетан Какаче, и 32 члана посаде.